# 800 mètres féminin aux championnats du monde d'athlétisme 2009
Navigation
Osaka 2007 Daegu 2011
L'épreuve du 800 mètres féminin des championnats du monde de 2009 s'est déroulée du 16 au 19 août 2009 dans le Stade olympique de Berlin. Elle est remportée par la Sud-africaine Caster Semenya.

## Critères de qualification
Pour se qualifier (minima A), il faut avoir réalisé moins de 2 min 0 s 00 du 1er janvier 2008 au 3 août 2009. Le minima B est de 2 min 1 s 30.

## Médaillées
| Or             | Argent           | Bronze           |
| Caster Semenya | Janeth Jepkosgei | Jennifer Meadows |

## Résultats

### Finale
| Rang               | Athlète          | Pays           | Temps              |
| ------------------ | ---------------- | -------------- | ------------------ |
| Médaille d'or      | Caster Semenya   | Afrique du Sud | 1 min 55 s 45 (WL) |
| Médaille d'argent  | Janeth Jepkosgei | Kenya          | 1 min 57 s 90 (SB) |
| Médaille de bronze | Jennifer Meadows | Royaume-Uni    | 1 min 57 s 93 (PB) |
| 4                  | Yuliya Krevsun   | Ukraine        | 1 min 58 s 00 (SB) |
| 5                  | Mariya Savinova  | Russie         | 1 min 58 s 68      |
| 6                  | Elisa Cusma      | Italie         | 1 min 58 s 81 (SB) |
| 7                  | Mayte Martinez   | Espagne        | 1 min 58 s 81 (SB) |
| 8                  | Marilyn Okoro    | Royaume-Uni    | 2 min 00 s 31      |

### Demi-finales
| Rang | Athlète         | Pays        | Temps                |
| ---- | --------------- | ----------- | -------------------- |
| 1    | Mariya Savinova | Russie      | 1 min 59 s 30 Q      |
| 2    | Yuliya Krevsun  | Ukraine     | 1 min 59 s 38 Q      |
| 3    | Mayte Martínez  | Espagne     | 1 min 59 s 72 q (SB) |
| 4    | Hasna Benhassi  | Maroc       | 2 min 00 s 06        |
| 5    | Jemma Simpson   | Royaume-Uni | 2 min 00 s 57        |
| 6    | Geena Gall      | États-Unis  | 2 min 01 s 30        |
| 7    | Zulia Calatayud | Cuba        | 2 min 01 s 53        |
| 8    | Élodie Guégan   | France      | 2 min 04 s 38        |

| Rang | Athlète          | Pays           | Temps              |
| ---- | ---------------- | -------------- | ------------------ |
| 1    | Caster Semenya   | Afrique du Sud | 1 min 58 s 66 Q    |
| 2    | Jennifer Meadows | Royaume-Uni    | 1 min 59 s 45 Q    |
| 3    | Janeth Jepkosgei | Kenya          | 1 min 59 s 47 q    |
| 4    | Hazel Clark      | États-Unis     | 1 min 59 s 96 (SB) |
| 5    | Svetlana Klyuka  | Russie         | 2 min 00 s 48      |
| 6    | Tetiana Petlyuk  | Ukraine        | 2 min 00 s 90      |
| 7    | Lucia Klocová    | Slovaquie      | 2 min 01 s 56      |
| 8    | Marian Burnett   | Guyana         | 2 min 02 s 75      |
|      | Halima Hachlaf   | Maroc          | DNF                |

| Rang | Athlète         | Pays        | Temps           |
| ---- | --------------- | ----------- | --------------- |
| 1    | Elisa Cusma     | Italie      | 2 min 00 s 62 Q |
| 2    | Marilyn Okoro   | Royaume-Uni | 2 min 01 s 01 Q |
| 3    | Anna Rostkowska | Pologne     | 2 min 01 s 40   |
| 4    | Elena Kofanova  | Russie      | 2 min 02 s 02   |
| 5    | Kenia Sinclair  | Jamaïque    | 2 min 02 s 31   |
| 6    | Lenka Masná     | Tchéquie    | 2 min 02 s 55   |
| 7    | Maggie Vessey   | États-Unis  | 2 min 03 s 55   |
|      | Pamela Jelimo   | Kenya       | DNF             |

|}

### Séries
| Rang | Athlète                   | Pays           | Temps           |
| ---- | ------------------------- | -------------- | --------------- |
| 1    | Caster Semenya            | Afrique du Sud | 2 min 02 s 51 Q |
| 2    | Geena Gall                | États-Unis     | 2 min 02 s 63 Q |
| 3    | Tetiana Petlyuk           | Ukraine        | 2 min 02 s 87 Q |
| 4    | Olga Cristea              | Moldavie       | 2 min 03 s 99   |
| 5    | Neisha Bernard-Thomas     | Grenade        | 2 min 04 s 55   |
| 6    | Madeleine Pape            | Australie      | 2 min 05 s 85   |
| 7    | Janeth Jepkosgei Busienei | Kenya          | 2 min 12 s 81 Q |

| Rang | Athlète             | Pays        | Temps           |
| ---- | ------------------- | ----------- | --------------- |
| 1    | Mariya Savinova     | Russie      | 2 min 03 s 27 Q |
| 2    | Jemma Simpson       | Royaume-Uni | 2 min 03 s 33 Q |
| 3    | Mayte Martínez      | Espagne     | 2 min 03 s 39 Q |
| 4    | Élodie Guégan       | France      | 2 min 03 s 87 q |
| 5    | Irina Krakoviak     | Lituanie    | 2 min 04 s 26   |
| 6    | Elena Mirela Lavric | Roumanie    | 2 min 04 s 49   |
| 7    | Leonor Piuza        | Mozambique  | 2 min 08 s 08   |

| Rang | Athlète          | Pays        | Temps              |
| ---- | ---------------- | ----------- | ------------------ |
| 1    | Yuliya Krevsun   | Ukraine     | 2 min 02 s 20 Q    |
| 2    | Jennifer Meadows | Royaume-Uni | 2 min 02 s 47 Q    |
| 3    | Hazel Clark      | États-Unis  | 2 min 02 s 67 Q    |
| 4    | Lucia Klocová    | Slovaquie   | 2 min 02 s 98 q    |
| 5    | Marian Burnett   | Guyana      | 2 min 03 s 89 q    |
| 6    | Yeliz Kurt       | Turquie     | 2 min 13 s 42      |
| 7    | Aishath Reesha   | Maldives    | 2 min 28 s 00 (NR) |

| Rang | Athlète              | Pays     | Temps           |
| ---- | -------------------- | -------- | --------------- |
| 1    | Elisa Cusma Piccione | Italie   | 2 min 02 s 33 Q |
| 2    | Anna Rostkowska      | Pologne  | 2 min 02 s 37 Q |
| 3    | Halima Hachlaf       | Maroc    | 2 min 02 s 46 Q |
| 4    | Elena Kofanova       | Russie   | 2 min 02 s 49 q |
| 5    | Lenka Masná          | Tchéquie | 2 min 03 s 32 q |
| 6    | Eléni Filándra       | Grèce    | 2 min 06 s 39   |
| 7    | Natalia Gallego      | Andorre  | 2 min 18 s 75   |

| Rang | Athlète        | Pays                      | Temps           |
| ---- | -------------- | ------------------------- | --------------- |
| 1    | Pamela Jelimo  | Kenya                     | 2 min 03 s 50 Q |
| 2    | Maggie Vessey  | États-Unis                | 2 min 04 s 07 Q |
| 3    | Kenia Sinclair | Jamaïque                  | 2 min 04 s 52 Q |
| 4    | Rosibel García | Colombie                  | 2 min 04 s 73   |
| 5    | Jana Hartmann  | Allemagne                 | 2 min 04 s 99   |
| 6    | Nataliya Lupu  | Ukraine                   | 2 min 06 s 74   |
| 7    | Salome Dell    | Papouasie-Nouvelle-Guinée | 2 min 08 s 22   |

| Rang | Athlète         | Pays             | Temps              |
| ---- | --------------- | ---------------- | ------------------ |
| 1    | Zulia Calatayud | Cuba             | 2 min 02 s 33 Q    |
| 2    | Hasna Benhassi  | Maroc            | 2 min 02 s 83 Q    |
| 3    | Marilyn Okoro   | Royaume-Uni      | 2 min 03 s 07 Q    |
| 4    | Svetlana Klyuka | Russie           | 2 min 03 s 40 q    |
| 5    | Daniela Reina   | Italie           | 2 min 06 s 30      |
| 6    | Anabelle Lascar | Maurice          | 2 min 06 s 53 (SB) |
| 7    | Nikki Hamblin   | Nouvelle-Zélande | 2 min 31 s 94      |

## Légende
Records et Performances
- AR : Record continental (area record)
- CR : Record des championnats (championship record)
- MR : Record du meeting (meet record)
- NR : Record national (national record)
- OR : Record olympique (olympic record)
- PR : Record paralympique (paralympic record)
- PB : Record personnel (personal best)
- SB : Meilleure performance personnelle de la saison (season's best)
- WL : Meilleure performance mondiale de l'année (world leader)
- WJR : Record du monde junior (world junior record)
- WR : Record du monde (world record)

Circonstances et Conditions
- DNF : N'a pas terminé (did not finish)
- DNS : N'a pas pris le départ (did not start)
- DQ : Disqualification (disqualification)
- NM : Aucun essai valable enregistré (No Mark)
- Q : Qualifié « directement » au prochain tour (ou à la prochaine compétition), lors d'une compétition majeure, grâce au classement ou à la réalisation des minima (automatic qualifier)
- q : Qualifié au prochain tour (ou à la prochaine compétition), lors d'une compétition majeure, grâce au repêchage ou à la réalisation de l'une des meilleures performances parmi celles des « non qualifiés directement » (grâce au meilleur temps ou à la meilleure distance par exemple) (secondary qualifier)